# Rechtes Sonid-Banner

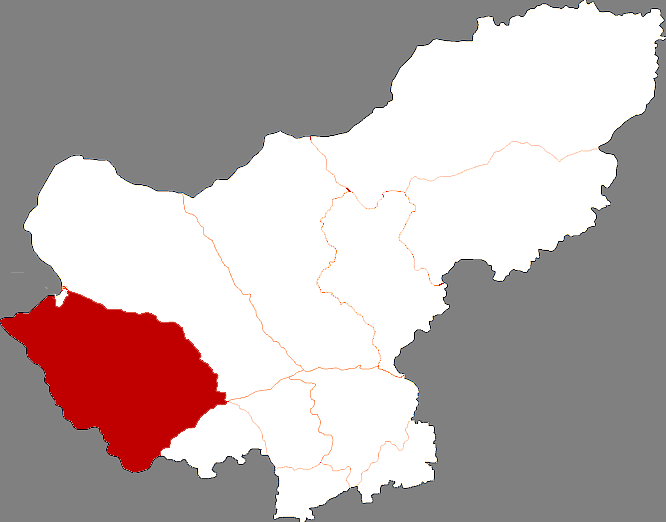
Lage des Rechten Sonid-Banners in Xilin Gol

Das Rechte Sonid-Banner (chinesisch 苏尼特右旗, Pinyin Sūnítè Yòu Qí; mongolisch: ᠰᠥᠨᠡᠳ ᠪᠠᠷᠠᠭᠤᠨ ᠬᠣᠰᠢᠭᠤ Söned Baraɣun qosiɣu) ist ein Banner des Xilin-Gol-Bundes, einer administrativen Untergliederung auf Bezirksebene im Zentrum des Autonomen Gebiets Innere Mongolei der Volksrepublik China. Es hat eine Fläche von 26.700 km² und zählt ca. 70.000 Einwohner. Sein Hauptort ist die Großgemeinde Saihan Tal (赛汉塔拉镇).